# Gorges des Schöllenen

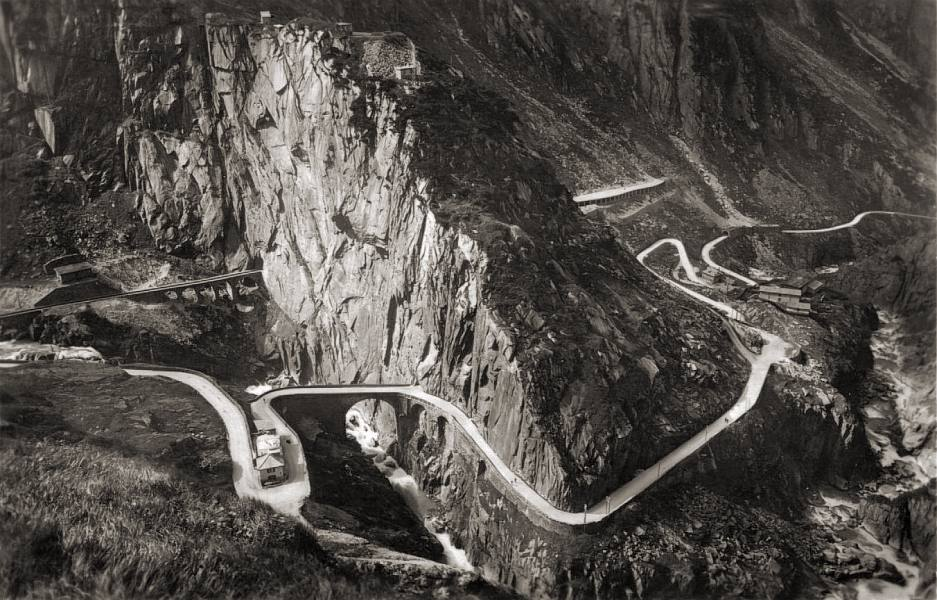
Les gorges des Schöllenen en 1934, avec la route la parcourant et, en arrière-plan à gauche, les voies de chemin de fer.

Les gorges des Schöllenen se situent en Suisse dans le canton d’Uri, entre les communes d’Andermatt au sud et Göschenen au nord. La Reuss coule dans les gorges. La rivière est enjambée par le célèbre pont du Diable.
Les gorges sauvages des Schöllenen ont été depuis les temps reculés un obstacle difficile à surmonter sur la route du col du Saint-Gothard. C’est probablement au debut du XIIIe siècle que les Walser de l’Urserental ont rendu les gorges praticables pour la première fois par la construction du premier sentier muletier, audacieux pour l’époque, avec plusieurs ponts.

## Nom
Autrefois, il y avait un sentier en escalier sculpté dans le rocher qui descendait du Bätzberg dans les gorges. Ce sentier débouche au lieu-dit Steiglen, mot qui s’apparente au latin scalineae et au rhétoromanche scalina, « escaliers ». De là vient le nom Schöllenen.

## Histoire

### Pont de Twärren

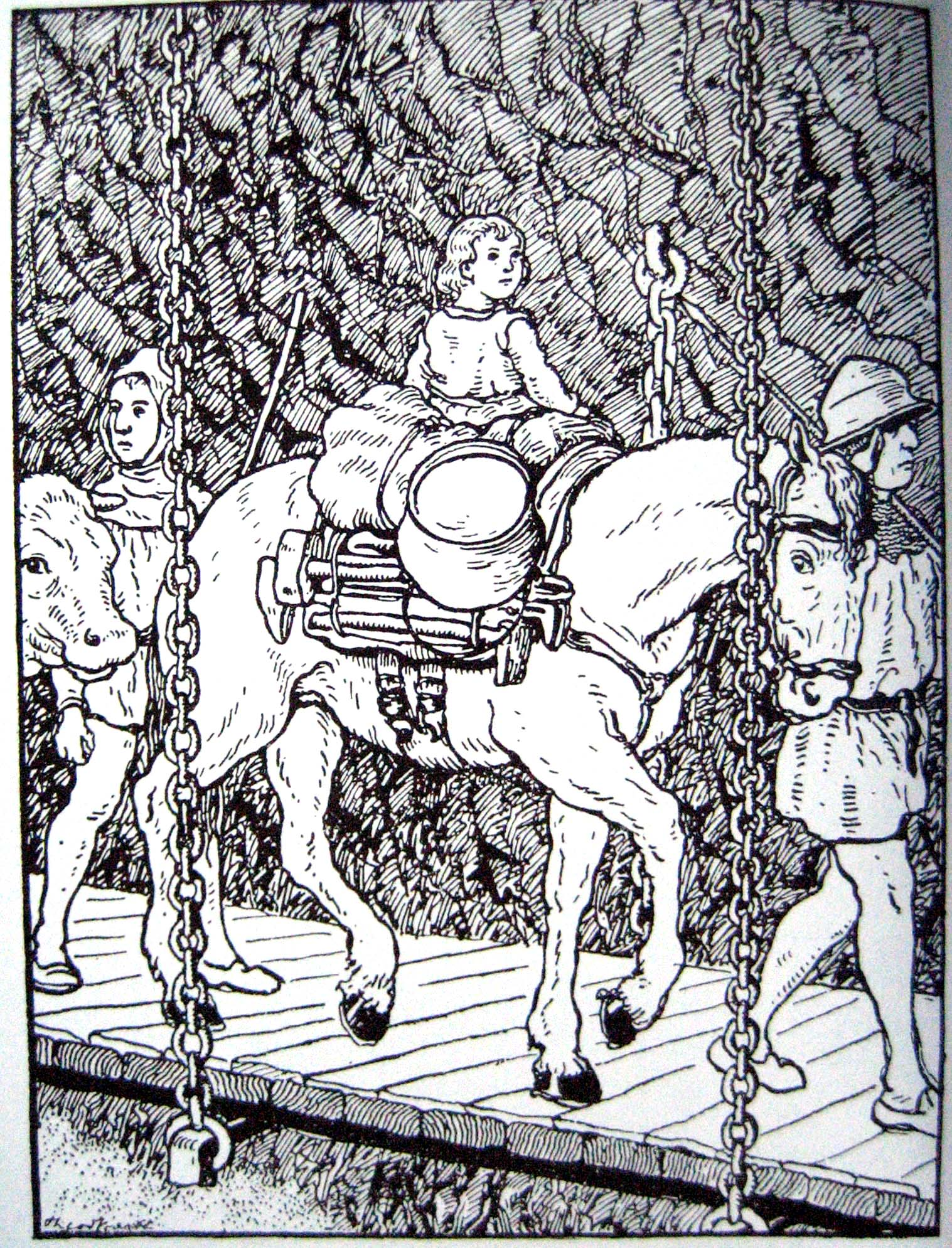
Le pont de Twärren.

Dans la première partie des gorges, le rocher dur, tombant presque à pic dans la Reuss, rendait impossible la construction d’un sentier. C’est vers 1220 que, selon la tradition, un forgeron de Göschenen ou Andermatt eut l’idée de fixer des chaines à la paroi rocheuse le long du Chilchberg, auxquelles étaient suspendus de bonnes poutres. Sur ces traverses, des planches sont posées, formant un véritable pont. Selon une autre théorie sur la construction du pont, des poutres ont été étendues de rocher en rocher à partir de niches, et, sur ces poutres les planches du pont ont été posés.
Il est concevable que les Walser aient joué un rôle important lors de la création du chemin à travers les Schöllenen. On suppose qu’ils disposaient de compétences techniques qu’ils avaient acquises par la construction de canaux d’irrigation (bisses) en terrain accidenté et de chemins et ponts sur les pentes raides des vallées valaisannes.
Il n'y a pas consensus sur la date exacte de la construction. La première description traditionnelle d’un voyage par le Gothard date de 1234.
Le pont de Twärren, long de 60 mètres, est demeuré jusqu’en 1707. Le nom du pont provient des traverses en bois qui couraient le long du chemin. On a souvent désigné à tort le pont de Twärren comme le stiebender Steg. Cependant, le stiebender Steg est en réalité une autre appellation du premier pont du Diable.

### Le premier pont du Diable

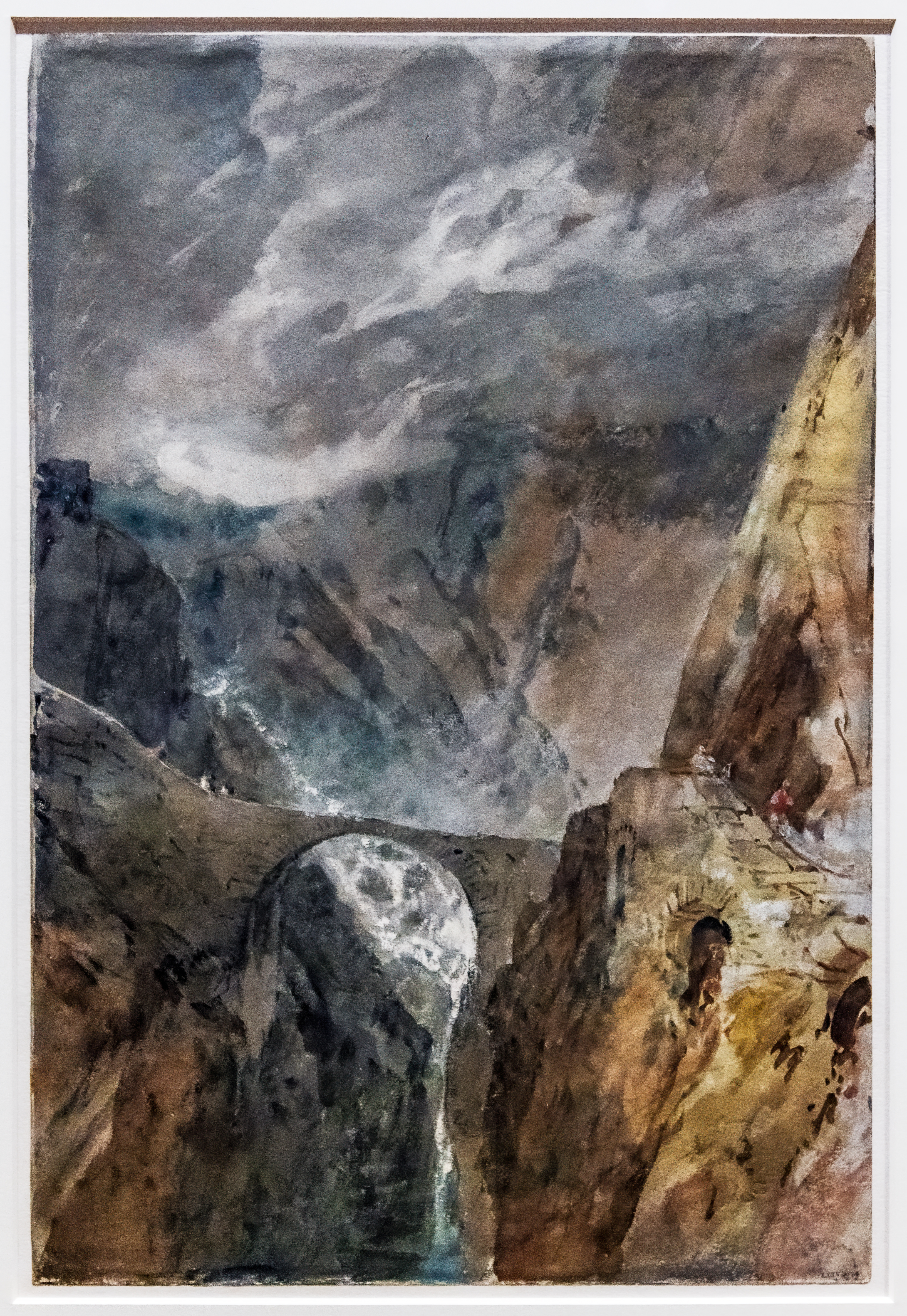
Le premier pont du Diable William Turner 1802

En aval du pont de Twärren, un pont en bois a été érigé au-dessus de la Reuss en 1230. Il a été remplacé en 1595 par un pont en pierre, nommé pont du Diable.

### Le premier tunnel: le Trou d'Uri

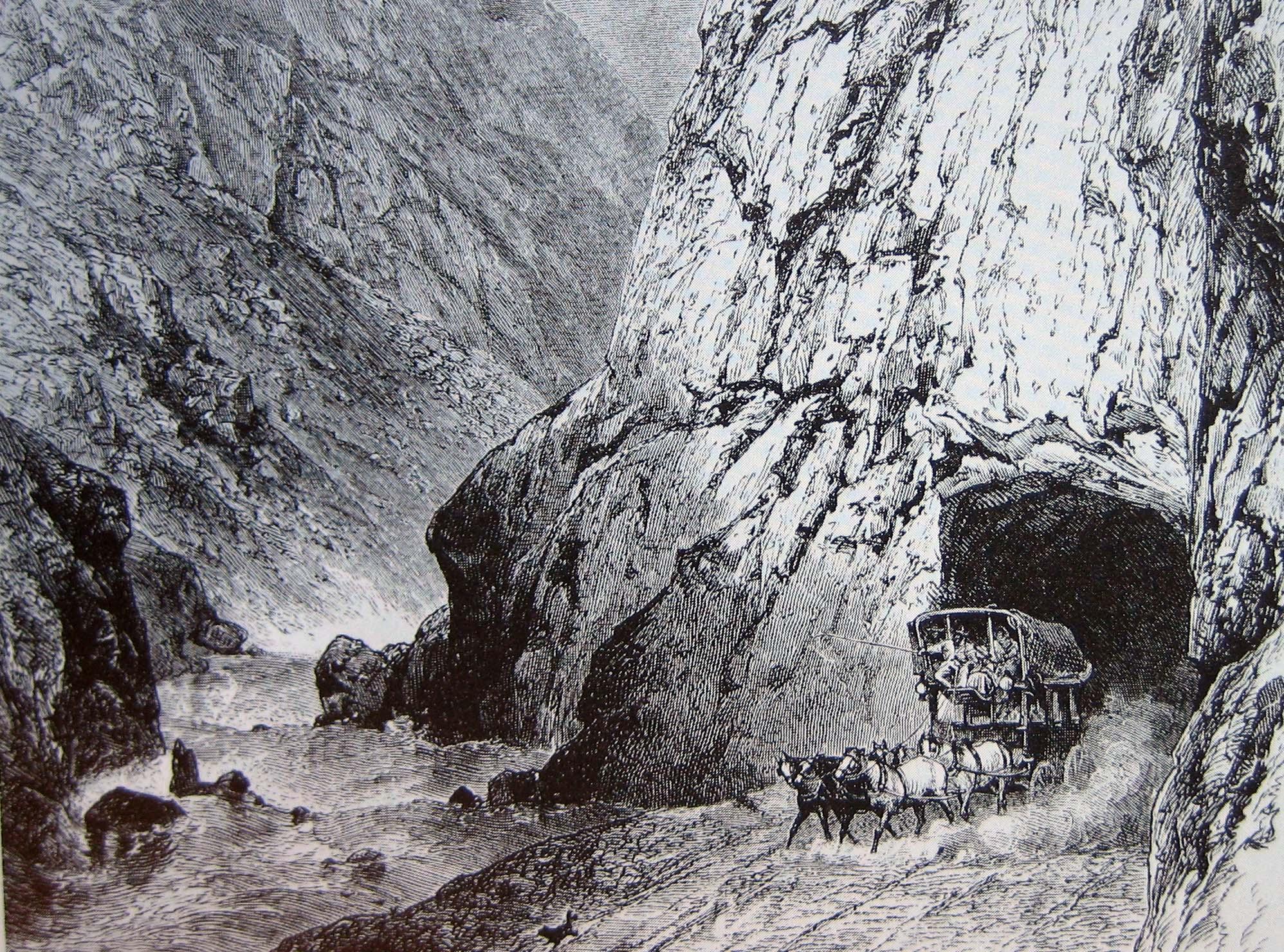
Une diligence devant le Trou d’Uri vers 1830.

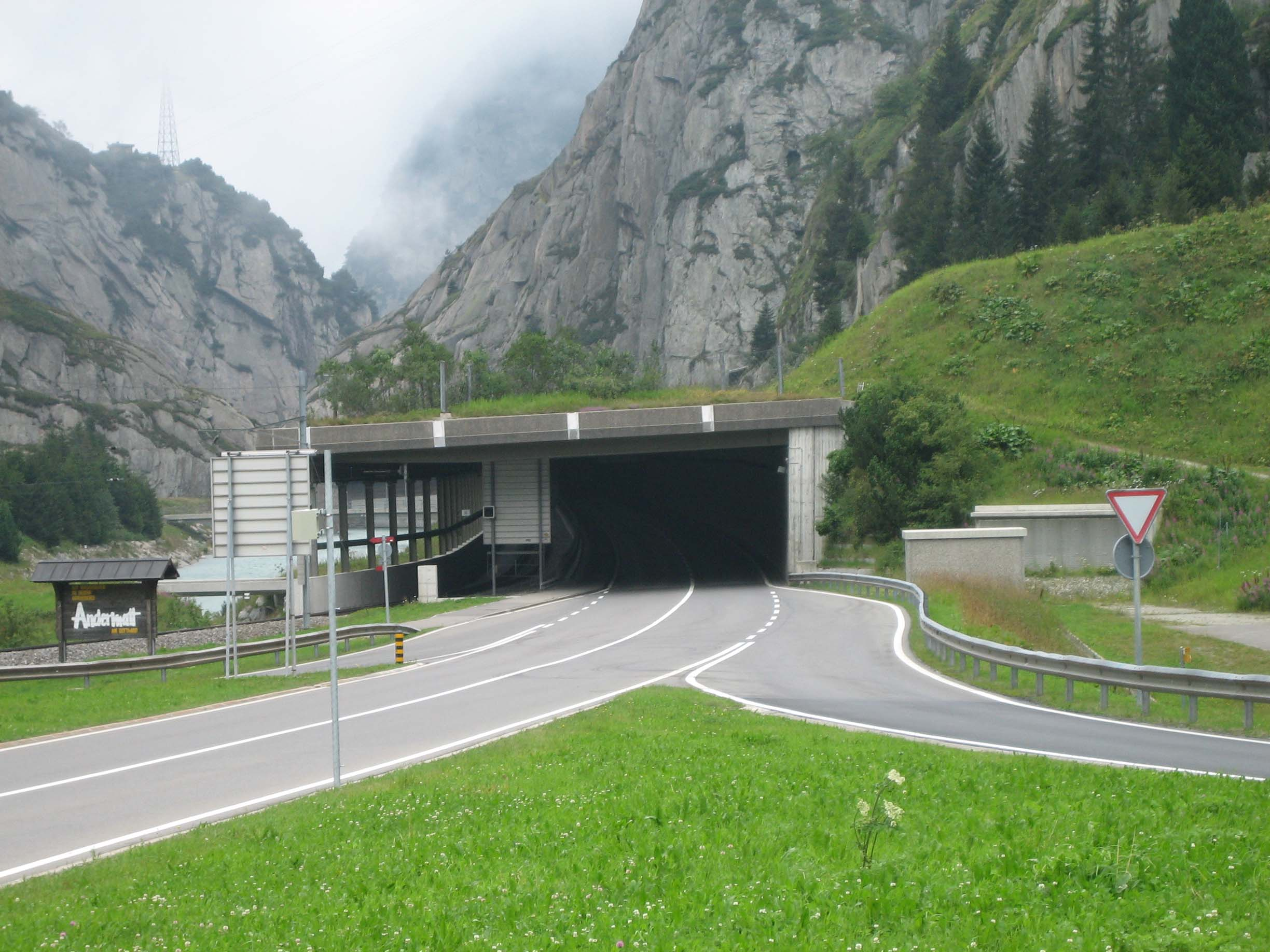
Le Trou d’Uri a été plusieurs fois rénové et élargi, et une galerie de protection a été construite dans son prolongement au sud. Situation en 2007.

Le pont de Twärren étant continuellement endommagé par la Reuss – en 1707 une crue l’a même emporté – on a cherché un autre moyen de conduire le trafic à travers le début des gorges.
Le 20 septembre 1707, on a confié à Pietro Morettini, un ingénieur originaire de la Valle Maggia au Tessin, la mission de « construire une nouvelle route à travers la roche vive » : ce sera le Trou d’Uri. Ce tunnel de 64 mètres de long, le premier d’une route alpine, a été achevé après seulement onze mois de travaux, le 15 août 1708, mais a couté bien plus cher que prévu : 3080 écus blancs au lieu des 1680 prévus dans le contrat.

### Guerre de la deuxième coalition

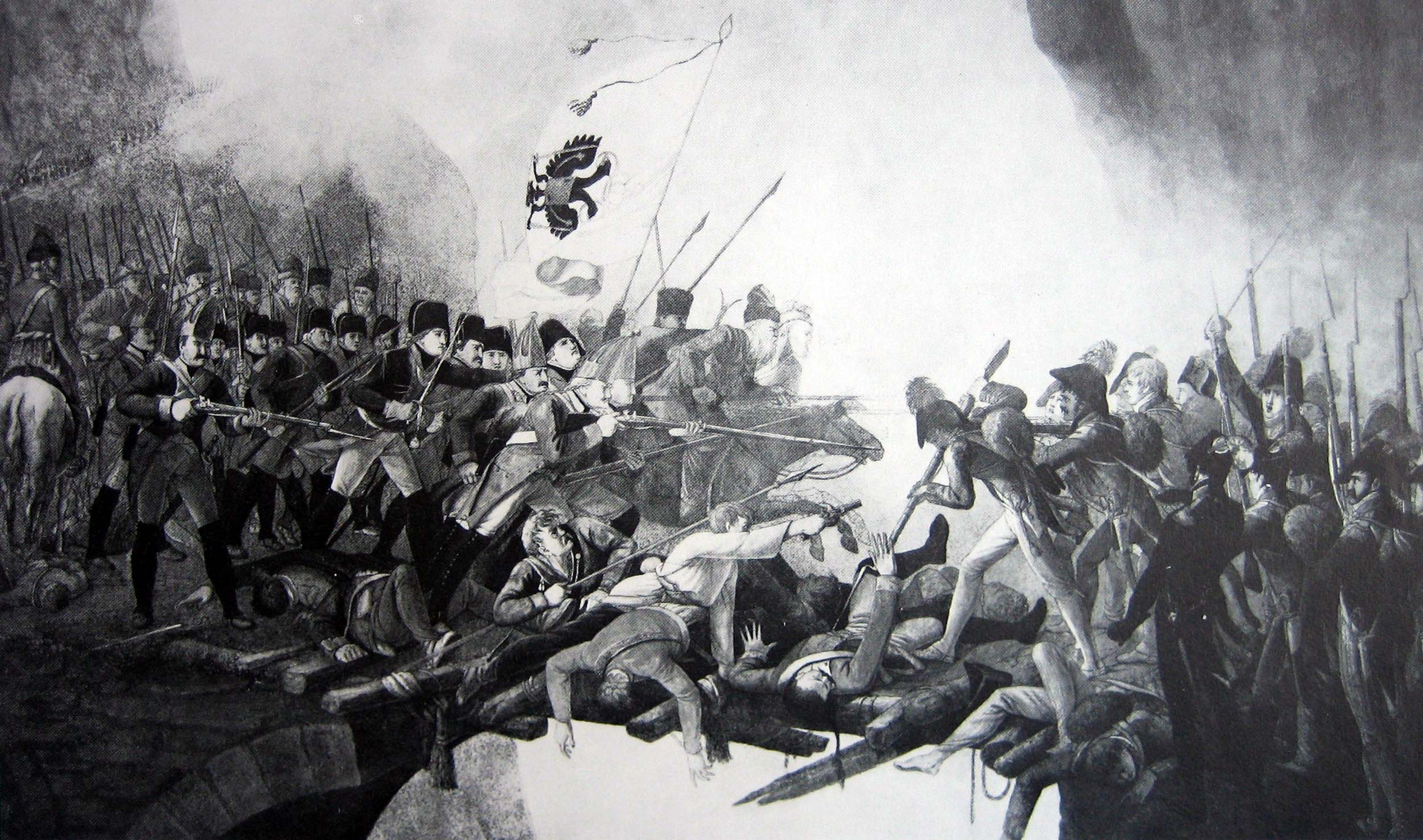
Combat des Russes (à gauche) contre les Français (à droite) sur le pont du Diable.

Au cours de la guerre de la deuxième coalition, le 25 septembre 1799, la région des gorges des Schöllenen fut le théâtre de combats entre les troupes napoléoniennes sous le commandement du général Claude-Jacques Lecourbe et les troupes russes commandées par le général Alexandre Souvorov. Le premier pont du Diable a été alors gravement endommagé et rendu impraticable. C’est seulement plus de trente ans plus tard, que le deuxième pont du Diable allait le remplacer.
À proximité du pont du Diable, le mémorial de Souvorov a été érigé en 1899 en souvenir de la bataille.

### Deuxième pont du Diable

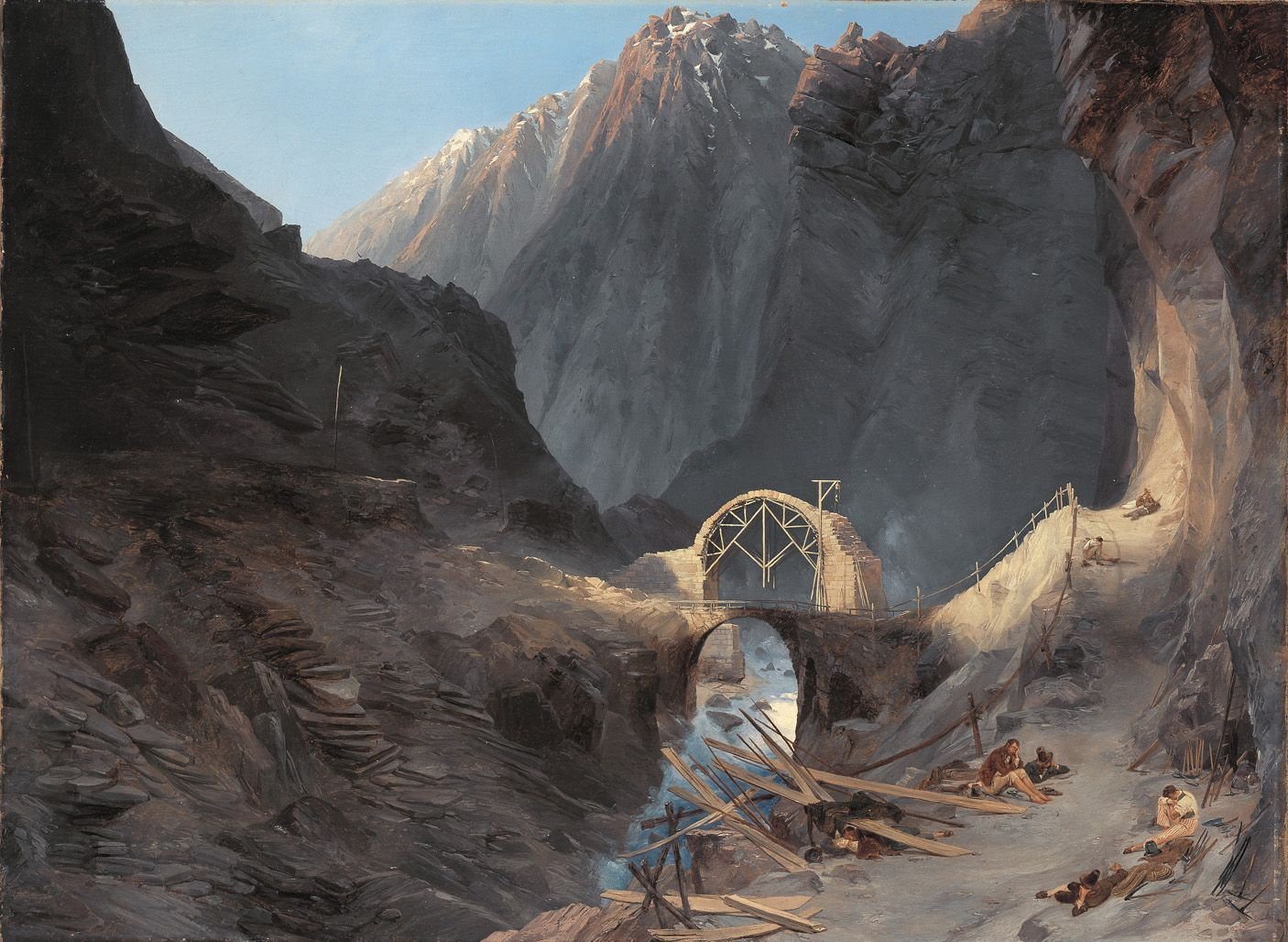
La construction du deuxième pont du Diable, peinte par Carl Blechen, 1833.

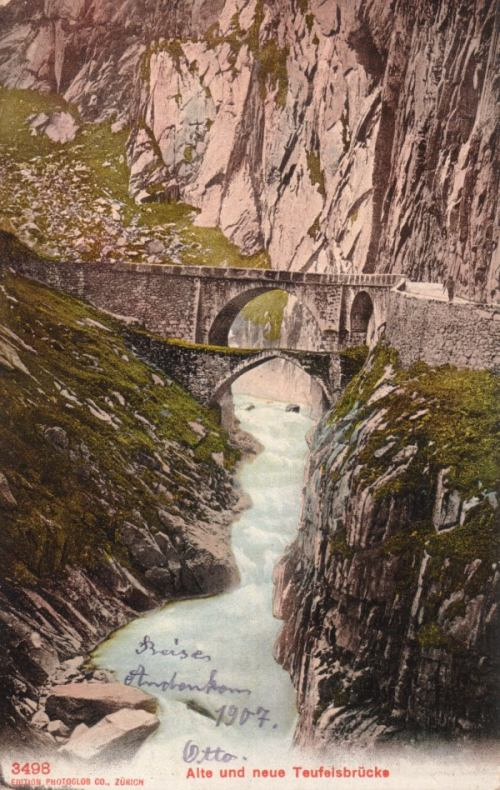
Le nouveau et l’ancien pont du Diable au milieu du XIXe siècle.

Après la fin des guerres de Coalitions, en 1815, les difficultés économiques régnaient dans le canton d'Uri. Faute de moyens, le pont et le sentier ne pouvaient pas être rendus à nouveau praticables, et le trafic vers le sud s’est de plus en plus détourné vers le col du Splügen. C’est seulement en 1820 qu’un contrat a pu être établi pour la construction du deuxième pont du Diable, lequel a été achevé après dix ans de travaux, et qui existe encore aujourd’hui.

### La Schöllenenbahn
Une voie de chemin de fer de quatre kilomètres environ, la Schöllenenbahn, relie, depuis 1917, Göschenen à Andermatt en passant par les gorges. Les portions à crémaillère présentent une pente maximale de 179 ‰.

### Troisième pont du Diable

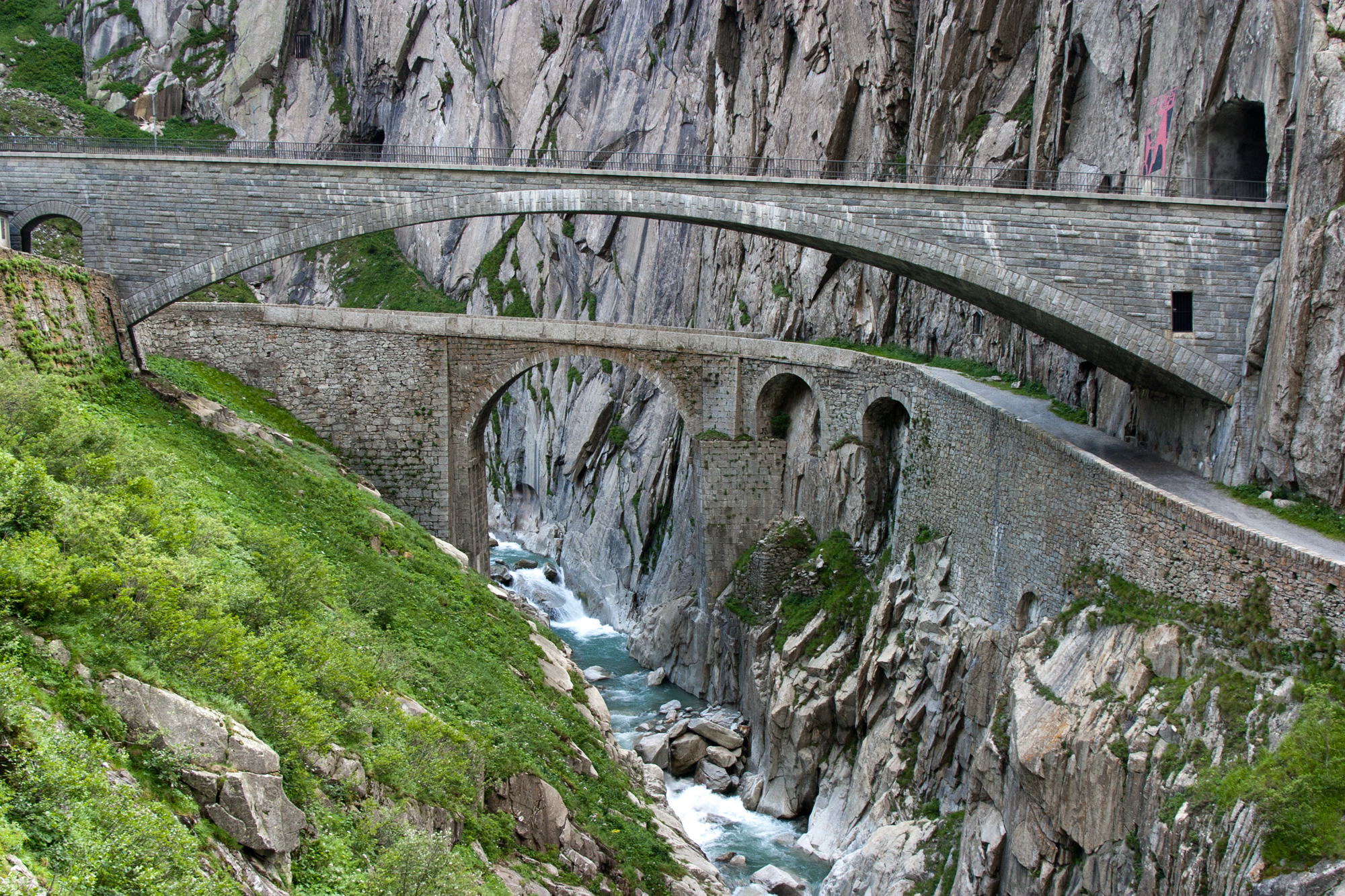
Le deuxième (à l’arrière) et le troisième pont du Diable.

Au milieu du XXe siècle, la route étroite des gorges et le deuxième pont du Diable n’étaient plus adaptés au transport moderne. C’est pourquoi, en 1958, on a construit une nouvelle route, comprenant un troisième pont du Diable à deux pistes prolongé d’un tunnel, afin d’absorber le trafic toujours croissant.
Depuis le pont, on peut voir, sur la paroi rocheuse à gauche de l’entrée du tunnel, une représentation d’un diable exécutée à la peinture à l’huile par le peintre uranais Heinrich Danioth (de).

## Bibliographie

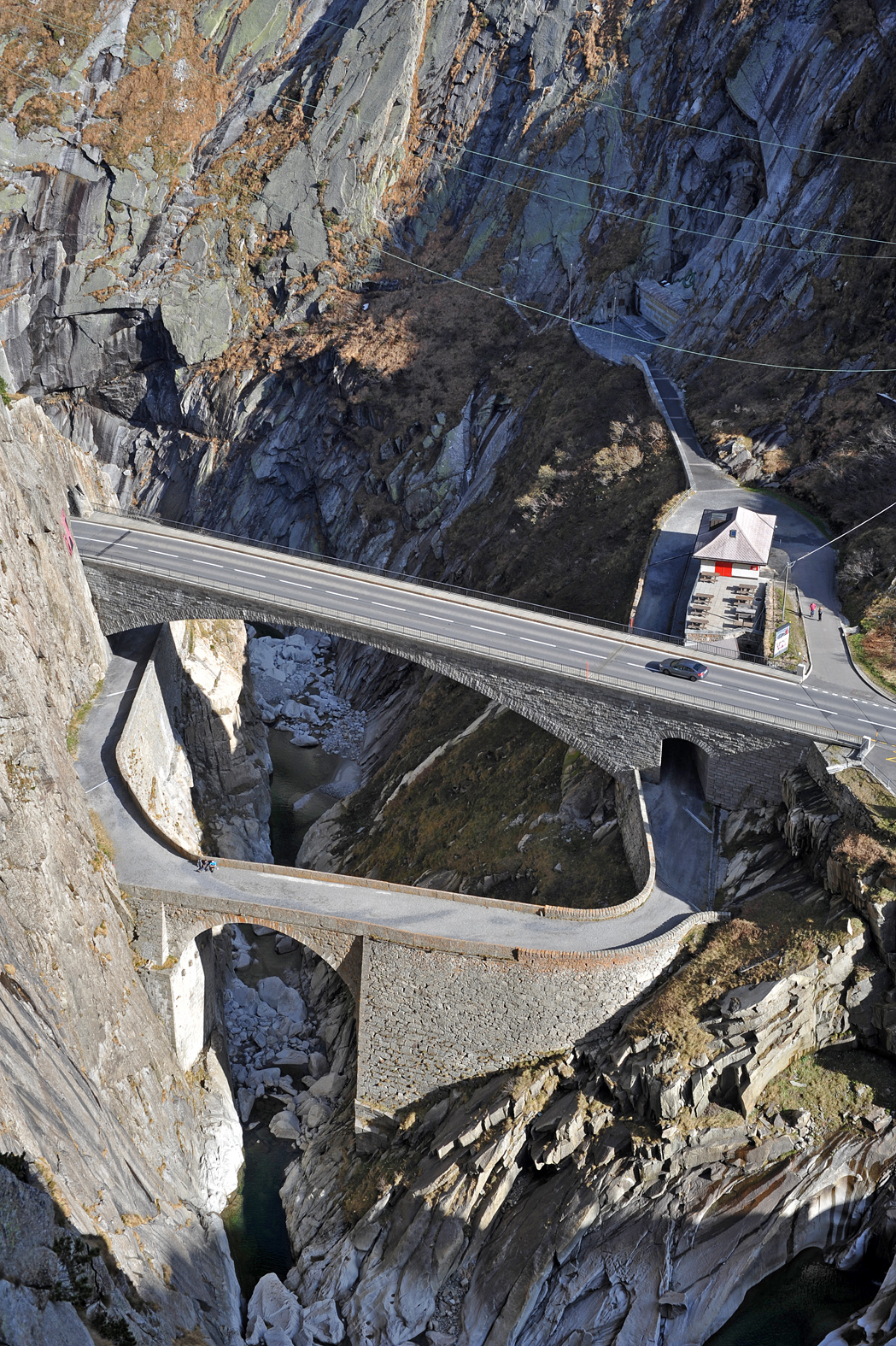
Vue des gorges depuis l’ouest, avec les ponts du Diable.

Les mêmes vus d'en bas. Juillet 2019.